# Udielnaja
Udielnaja (ros. Уде́льная) – czwarta stacja linii Moskiewsko-Piotrogrodzkiej, znajdującego się w Petersburgu systemu metra.

## Charakterystyka
Stacja Udielnaja została dołączona do systemu metra 4 listopada 1982 roku i została ona skonstruowana w typie jednonawowym. Autorami projektu architektonicznego obecnej postaci stacji są: A. S. Gieckin (А. С. Гецкин), W. G. Chilczenko (В. Г. Хильченко) i W. N. Wydrin (В. Н. Выдрин). Stacja położona jest w pobliżu małego dworca kolejowego od którego zapożyczyła ona swą nazwę. Wejście do stacji umiejscowione zostało na terenie parku, nieopodal ulicy Jeleckiej. W lipcu 1917 roku ze stacji kolejowej Udielnaja Włodzimierz Lenin opuścił Piotrogród, w obawie przed aresztowaniem ze strony Rządu Tymczasowego. Wydarzenie to zostało oddane w wystroju stacji metra. Na jednej ze ścian znajduje się relief przedstawiający brązowy profil Włodzimierza Lenina, wraz z inskrypcją opisującą wspomniane wydarzenie. W 2000 roku wysokociśnieniowe lampy rtęciowe zostały wymienione na sodowe. Stacja dysponuje czterema ruchomymi schodami. Sklepienie o jasnej barwie jest półkoliste, a posadzki wyłożono płytami z jasnego granitu.
Udielanaja położona jest na głębokości 64 metrów. Od swego otwarcia w 1982 roku do 1988 roku była to początkowa (lub według innego sposobu liczenia, końcowa) stacja linii Moskiewsko-Piotrogrodzkiej. Ruch pociągów odbywa się tutaj od godziny 5:45 do godziny 0:38 i w tym czasie jest ona dostępna dla pasażerów.